# Chain O’Lakes State Park (Indiana)
Im Chain O’Lakes State Park sind in einer von Eiszeitgletschern geformten Landschaft 8 von 11 Seen durch Wasserpassagen verbunden. Der 881 Hektar große State Park liegt im Noble County des US-Bundesstaates Indiana.
Im Pleistozän vor 14.000 Jahren lag über dem Gebiet noch ein dicker Gletscherschild. Im State Park sind die Spuren eines Gletscherlaufes zu sehen, dessen Schmelzwasserfluten eine glaziale Rinne geschaffen haben, das Tunnel Valley. Nach dem Abflauen lagerten sich Geröll, Schutt und Toteisblöcke ab, aus denen die heutigen Seen entstanden. Wasserläufe verbinden acht der elf entstandenen Seen und können mit dem Kanu befahren werden.
Bevor sich weiße Pioniere niederließen, war bereits ein Stamm der Miami-Indianer 30 Wigwams am Nordufer des späteren Bowen Lake ansässig. William Bowen gehörte in den 1830er Jahren zu einem der ersten weißen Siedler. Im 1960 eröffneten State Park gibt es Grillplätze, Wanderwege, Bootsverleih, Campingmöglichkeiten und ein Besucherzentrum im 1915 erbauten Stanley Schoolhouse. Im Jahr 2009 konnten 260.000 Besucher gezählt werden.
Eulen, Falken, Spechte und unterschiedliche Singvögel nisten regelmäßig im State Park. Im Einzelnen zählen Zitronenwaldsänger, Andenbaumläufer, Gartentyrann, Meisen-Waldsänger, Henslow-Ammer, oder Waldohreule und Breitflügelbussard zu den häufiger sichtbaren Vögeln. Krabbenreiher, Schleiereule, Gelbkopf-Schwarzstärling und Abendkernbeißer sind seltener zu beobachten.